# Матушкин, Пётр Георгиевич
Пётр Георгиевич Матушкин (14 (27) июня 1916 (по другим данным, 20 июня (3 июля) 1916), с. Тарутино, Оренбургская губерния, Российская империя (ныне Чесменский район, Челябинская область, Россия) — 4 апреля 1976, Челябинск, Челябинская область, СССР) — советский историк, доктор исторических наук (1968), профессор (1969).

## Биография
Родился в семье крестьян; старший брат педагога С. Е. Матушкина. Поступил на литературный факультет Пермского педагогического института, который окончил в 1938 году, после чего устроился на работу учителем (позже повышен до завуча) в среднюю школу г. Барабинска (Новосибирская область).
В декабре 1939 года призван служить в РККА рядовым, затем повышен до сержанта, а после — до младшего командира в стрелковых частях Забайкальского военного округа. Участник Великой Отечественной войны, по окончании спецшколы офицерского состава направлен на 1-й Белорусский фронт. Участник Висло-Одерской операции, взятия Берлина. Был ранен. После демобилизации с 1946 года заведовал отделом пропаганды и агитации Металлургического райкома партии Челябинска.
В 1951 году поступил на работу в Челябинский политехнический институт (ЧПИ), с 1952 по 1955 год работал в должности старшего преподавателя кафедры марксизма-ленинизма ЧПИ, в 1969—1976 годах — заведующий кафедрой истории КПСС в ЧПИ.
В 1955 году в Институте повышения квалификации преподавателей марксизма-ленинизма при МГУ защитил кандидатскую диссертацию на тему «Борьба Коммунистической партии Советского Союза за укрепление братских связей советского народа с трудящимися зарубежных стран в послевоенный период».
В период с 1955 по 1968 годы работал заведующим кафедрой марксизма-ленинизма в Челябинском медицинском институте. В мае 1968 года защитил докторскую диссертацию в области исторических наук по теме «Урало-Кузбасс. Борьба КПСС за создание второй угольно-металлургической базы СССР». Опубликовал 12 научных работ, включая три монографии.